# Асоциация на дунавските общини „Дунав“
Асоциацията на дунавските общини „Дунав“, накратко АДО „Дунав“ е неправителствено, независимо, доброволно сдружение с нестопанска цел на крайдунавски общини със седалище гр. Белене, учредено на 16 юни 1992 г.
Целите на АДО „Дунав“ са да представлява и отстоява интересите на членовете си пред централните власти, пред български и чуждестранни обществени организации, да подпомага развитие на гражданското общество, да подкрепя съдейства за развитието на силно и отговорно местно самоуправление, сътрудничество и посредничество между общините при реализирането на стратегии и програми за устойчиво развитие на населените места в региона и разширяване на трансграничното сътрудничество. Съдейства за укрепване и развитие на местното самоуправление и на трансграничното сътрудничество в Дунавския регион, за информационното осигуряване на общините, провеждането на семинари и други обучения на изборни и назначаеми общински служители и др.
Асоциацията на дунавските общини „Дунав“ е утвърдена организация на местните власти в Дунавския регион и надежден партньор на местни, регионални, национални и чуждестранни институции и организации. Предоставяне на разнообразни по форма, методология и продължителност обучения на база на потребностите на своите членове. През изминалите години Асоциацията изгради сериозен капацитет за идентифициране на потребностите на членовете си, предлагане на важни и полезни услуги, като работи в партньорство и приятелство с редица организации, определили своята мисия или приоритети в полза на местното самоуправление.